# عرفان هادزيتش
عرفان هادزيتش هو لاعب كرة قدم بوسني في مركز الهجوم، ولد في 15 يونيو 1993 في Prozor-Rama ‏ في البوسنة والهرسك. شارك مع منتخب البوسنة والهرسك تحت 19 سنة لكرة القدم. أما مع النوادي، فقد لعب مع إنتر زابرشيتش ورويال أنتويرب وزولته فاريجيم ونادي أولمبيك سراييفو.

## وصلات خارجية
- عرفان هادزيتش على موقع الاتحاد الأوربي (الإنجليزية)
- عرفان هادزيتش على موقع اتحاد تركيا (لاعب) (الإنجليزية)
- عرفان هادزيتش على موقع قاعدة بيانات كرة القدم.إي يو (الإنجليزية)
- عرفان هادزيتش على موقع ناشيونال فوتبول تيمز (الإنجليزية)
- عرفان هادزيتش على موقع Soccerway.com (الإنجليزية)
- عرفان هادزيتش على موقع عالم كرة القدم.نت (الإنجليزية)